# Glukan

Dvě jednotky celulózy, tzn. β-1,4-glukanu

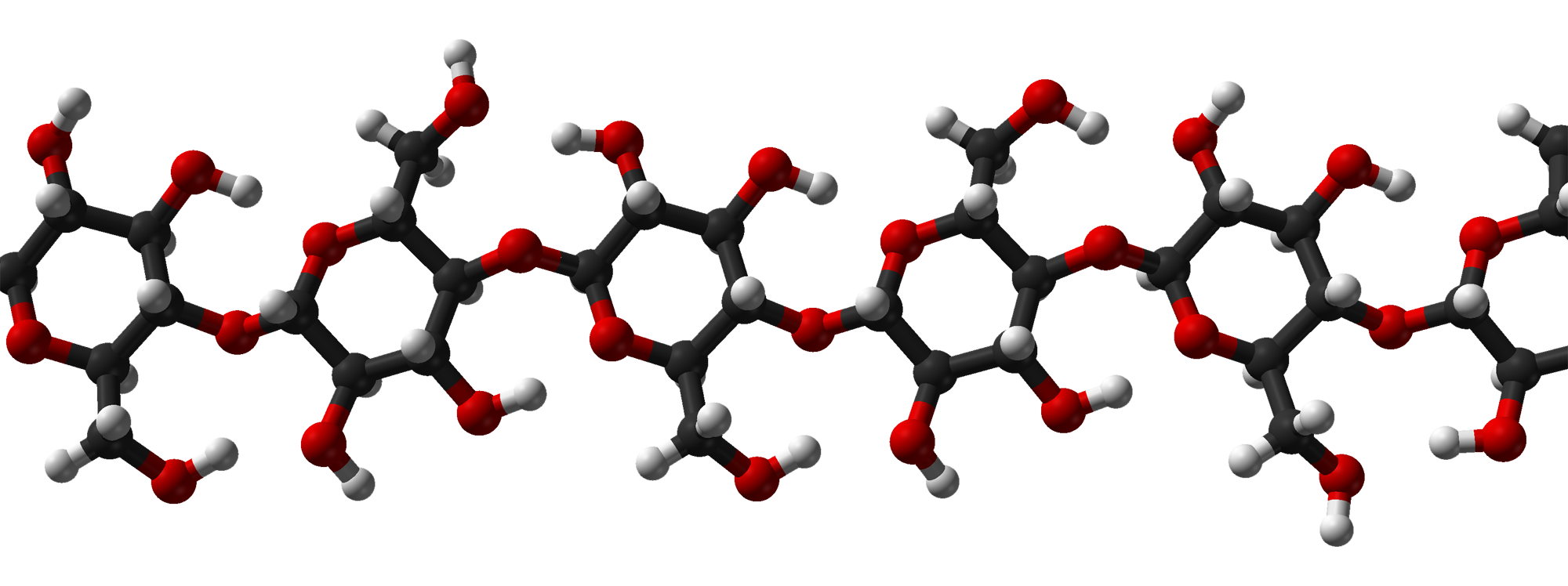
Celulóza, tentokrát model

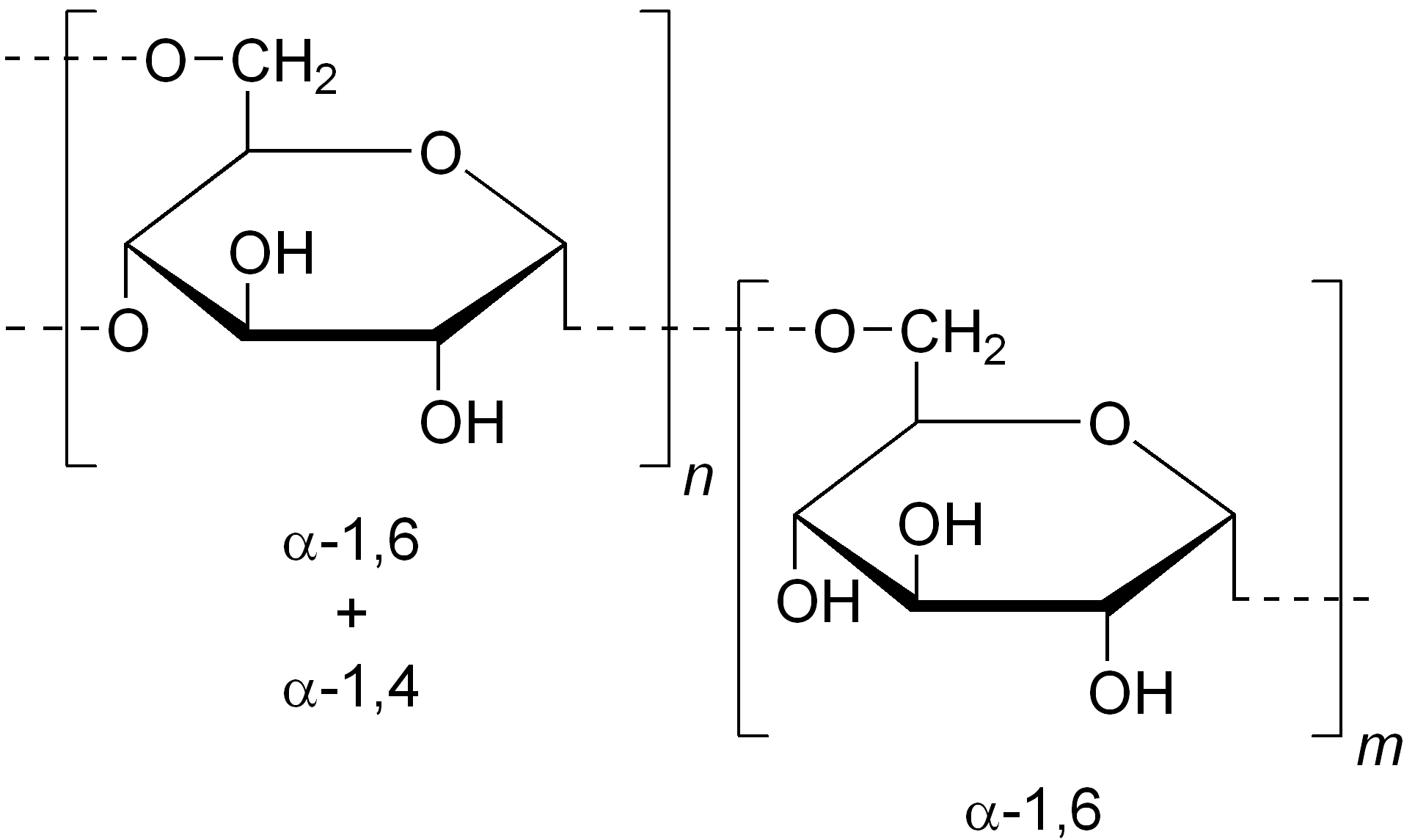
Dvě jednotky dextranu; α-1,6-glykosidická vazba

Glukan je oligosacharid nebo polysacharid složený z opakujících se molekul glukózy. Může být nevětvený (lineární) i různě rozvětvený.

## Rozdělení
Glukany se dále dělí na alfa-glukany a beta-glukany (a to na základě typu O-glykosidické vazby); ještě konkrétněji se dá (pomocí čísel, např. 1,4) označit atomy uhlíku, přes něž jsou glukózové jednotky na sebe navázány.
K alfa-glukanům patří:
- dextran, α-1,6-glukan
- glykogen, α-1,4- a α-1,6-glukan
- pululan, α-1,4- a α-1,6-glukan
- škrob, α-1,4- a α-1,6-glukan

K beta-glukanům patří:
- celulóza, β-1,4-glukan
- kurdlan, β-1,3-glukan
- laminarin, β-1,3- a β-1,6-glukan
- chrysolaminaran, β-1,3-glukan
- lentinan, vyčištěný β-1,6:β-1,3-glukan z houby Lentinus edodes
- lichenin, β-1,3- a β-1,4-glukan
- pleuran, β-1,3- a β-1,6-glukan původem z hlívy ústřičné (Pleurotus ostreatus)
- zymosan, β-1,3-glukan